# Aenictus bakeri
Aenictus bakeri är en myrart som beskrevs av Menozzi 1925. Aenictus bakeri ingår i släktet Aenictus och familjen myror. Inga underarter finns listade i Catalogue of Life.